# تقدیم به رم با عشق (مجموعه تلویزیونی)
تقدیم به رم با عشق (انگلیسی: To Rome with Love) نام یک مجموعهٔ تلویزیونی آمریکایی در سبک کمدی موقعیت است که از سال ۱۹۶۹ تا ۱۹۷۱ میلادی، از شبکهٔ سی‌بی‌اس به روی آنتن رفت.
این مجموعه تلویزیونی، در سال ۱۳۵۳ خورشیدی، با عنوانِ «بیگانه‌ای در رم» و با دوبلهٔ فارسی، از تلویزیون ملی ایران پخش شد.